# Denis Caniza
Denis Ramón Caniza Acuña, född 29 augusti 1974, är en före detta fotbollsspelare (försvarare) från Paraguay. Caniza debuterade i Paraguays landslag 1996 och har deltagit i fyra VM-turneringar - VM 1998, VM 2002, VM 2006 och VM 2010. Caniza har tidigare representerat klubblag i bland annat Mexiko och Argentina.